# A Escola
Het boek A Escola (Portugees: De school), geschreven door Miguel M. Abrahão, gepubliceerd in 1983, was een tekst die oorspronkelijk werd geschreven voor het theater.

## Samenvatting van het boek
Het boek heeft als achtergrond de jaren 30, tijdens de dictatuur van de regering Vargas. Bolivar Bueno is leraar en heeft gevaarlijke ideeën betreffende de politieke situatie in die periode. Hij heeft een psychologisch overwicht op zijn leerlingen op de traditionele school Wolfgang Schubert.
De roman volgt drie jaar van het leven van deze leraar en vertelt over de gebeurtenissen die hebben geleid tot een grote samenzwering en opstand van de Braziliaanse communisten in de jaren 30.
In 2005 heeft de auteur de oorspronkelijke roman aangepast en in 2007 gepubliceerd onder dezelfde titel. In deze aangepaster vorm geeft Miguel M. Abrahão details over de constitutionele revolutie van Sao Paulo, een proces dat zich heeft voorgedaan in 1932, en over het conflict tussen het communisme en het fascisme, dat leidde tot een opmerkelijke historische beweging in het Braziliaanse leven.
De Braziliaanse acteur João Vitti begon zijn theatercarrière in 1983 met de rol van het karakter Pedro Rocha Teixeira in dit stuk.